# أليكسي ميرونوف
أليكسي ميرونوف (بالروسية: Алексей Владиславович Миронов)‏ هو لاعب كرة قدم روسي في مركز الوسط، ولد في 2000 في موسكو في روسيا. لعب مع نادي روستوف.

## وصلات خارجية
- أليكسي ميرونوف على موقع قاعدة بيانات كرة القدم.إي يو (الإنجليزية)
- أليكسي ميرونوف على موقع Soccerway.com (الإنجليزية)
- أليكسي ميرونوف على موقع عالم كرة القدم.نت (الإنجليزية)